# احمد هاشم
احمد هاشم (به ترکی استانبولی: Ahmet Haşim) (زاده ۱۸۸۴ - مرگ ۴ ژوئن ۱۹۳۳) شاعر بانفوذ ترکیه در اوایل قرن بیستم بود.

## زندگی‌نامه
احمد هاشم در سال ۱۸۸۴ در بغداد متولد شد. پدرش حاکم استانی سنجاق عثمانی در فیزان بود. در سال ۱۸۹۳، احمد پس از مرگ مادرش به همراه پدرش به استانبول رفت. در سال ۱۹۰۶، پس از فارغ‌التحصیلی از مکتب سلطان (در حال حاضر دبیرستان گالاتاساری)، کار در شرکت دولتی دخانیات را آغاز کرد و در مدرسه حقوق دانشگاه استانبول نیز ثبت نام کرد. بین سال‌های ۱۹۰۸ تا ۱۹۱۰، هاشم به عنوان معلم زبان فرانسه در شهر ازمیر و به عنوان افسر در دفتر امور عمومی مشغول به کار بود. او در دوره جنگ جهانی اول به خدمت وظیفه اعزام شد که بیشتر دوره آن را در آناتولی گذارند؛ و پس از جنگ، به استانبول برگشت و در بانک عثمانی شروع به کار کرد. پس از تأسیس جمهوری ترکیه، هاشم به عنوان معلم زیبایی‌شناسی در آکادمی هنرهای زیبا و به عنوان معلم زبان فرانسه در دانشگاه استانبول مشغول به کار شد. او همچنین طی سالیان متوالی برای روزنامه‌های آکشام و ایکدام جستارنویسی می‌کرد.
احمد هاشم در ۴ ژوئن ۱۹۳۳ درگذشت و در قبرستان ایوپ به خاک سپرده شد.

## آثار

### اشعار
- Ağaç
- Akşam yine toplandı derinde
- Bahçe
- Bir günün sonunda arzu
- Bir Yaz Gecesi Hatırası
- BülBül
- Başım
- Gece
- Gelmeden Evvel Geldin Birlikte
- Havuz
- Hayal-i Aşkım
- Karanfil
- Karanlık
- Kari'e
- Mehtapta Leylekler
- Merdiven (Popüler)
- Mukaddime
- O belde
- O Eski Hücreye Benzer ki
- Orman
- Öğle
- Parıltı
- Seher
- Sonbahar
- Süvari
- Şafakta
- Şairsiz Dünya
- Tahattur
- Yarı Yol
- Göl saatleri
- Piyale

### مقاله‌ها
- Gurabahane-i Laklakan (1928), Deneme
- Bize Göre (1928), Deneme
- Frankfurt Seyahatnamesi (1933), Gezi yazısı